# Liste des cours d'eau de l'Espírito Santo
Liste des principaux cours d'eau de l'État de l'Espírito Santo, au Brésil.
- Rio Doce
- Rio Itapemirim
- Rio Itaúnas
- Rio Jucu
- Rio São Mateus